# Pièce commémorative de 1 dollar américain des patriotes noirs de la Guerre d'Indépendance américaine
La pièce commémorative de 1 dollar américain des patriotes noirs de la Guerre d'Indépendance américaine est une pièce commémorative, non circulante, émise par la Monnaie des États-Unis en 1998 et frappée par la Monnaie de San Francisco. Elle est autorisée par la loi 104-329 du 20 octobre 1996, qui crée une pièce commémorative en hommage à Crispus Attucks (1723-1770) pour le 275e anniversaire de sa naissance, ainsi qu'à tous les patriotes noirs qui combattent dans la Guerre d'Indépendance des États-Unis.

## Contexte
Crispus Attucks est un baleinier, marin et débardeur américain d'origine africaine et amérindienne, traditionnellement considéré comme la première personne tuée dans le massacre de Boston, et par conséquent, le premier Américain tué dans la révolution américaine.
Bien qu'il soit largement rappelé comme la première victime américaine de la guerre d'indépendance américaine, Christopher Seider, âgé de 11 ans, est abattu quelques semaines plus tôt par l'officier des douanes Ebenezer Richardson le 22 février 1770. Les historiens ne sont pas d'accord sur le fait qu'Attucks est un homme libre ou un esclave en fuite, mais la plupart s'accordent à dire qu'il est d'origine wampanoag et africaine. Deux sources majeures de témoignages oculaires sur le massacre de Boston publiées en 1770 ne le décrivent pas comme noir ; il semble plutôt que les habitants de Boston le considèrent comme étant d'origine ethnique mixte. Selon un compte rendu contemporain dans la Pennsylvania Gazette, c'est un « homme mulâtre, nommé Crispus Attucks, né à Framingham, mais récemment originaire de New Providence, et est ici en vue de se rendre en Caroline du Nord ».
Attucks devient une icône du mouvement anti-esclavagiste au milieu du XIXe siècle. Les partisans du mouvement abolitionniste le louent pour avoir joué un rôle héroïque dans l'histoire des États-Unis.

## Législation
La loi sur les pièces commémoratives des États-Unis de 1996 (loi publique 104-329) est une loi fédérale des États-Unis qui a créé un programme de pièces commémoratives au sein de la Monnaie des États-Unis en 1996. De plus, la loi autorise spécifiquement des pièces commémoratives pour célébrer le 150e anniversaire de la mort de Dolley Madison, pour honorer George Washington, le 125e anniversaire de la création du parc national de Yellowstone, et le 50e anniversaire de la déségrégation raciale de Jackie Robinson dans la Ligue majeure de baseball. Elle établit également des programmes de collecte de fonds avec des pièces commémoratives pour le Mémorial des patriotes noirs de la Guerre d'indépendance, le Mémorial Franklin Delano Roosevelt et le Mémorial des agents des forces de l'ordre. Le Titre III de la loi établit un programme visant à étudier la possibilité de créer un programme de pièces commémoratives pour honorer les 50 États des États-Unis.

## Dessin

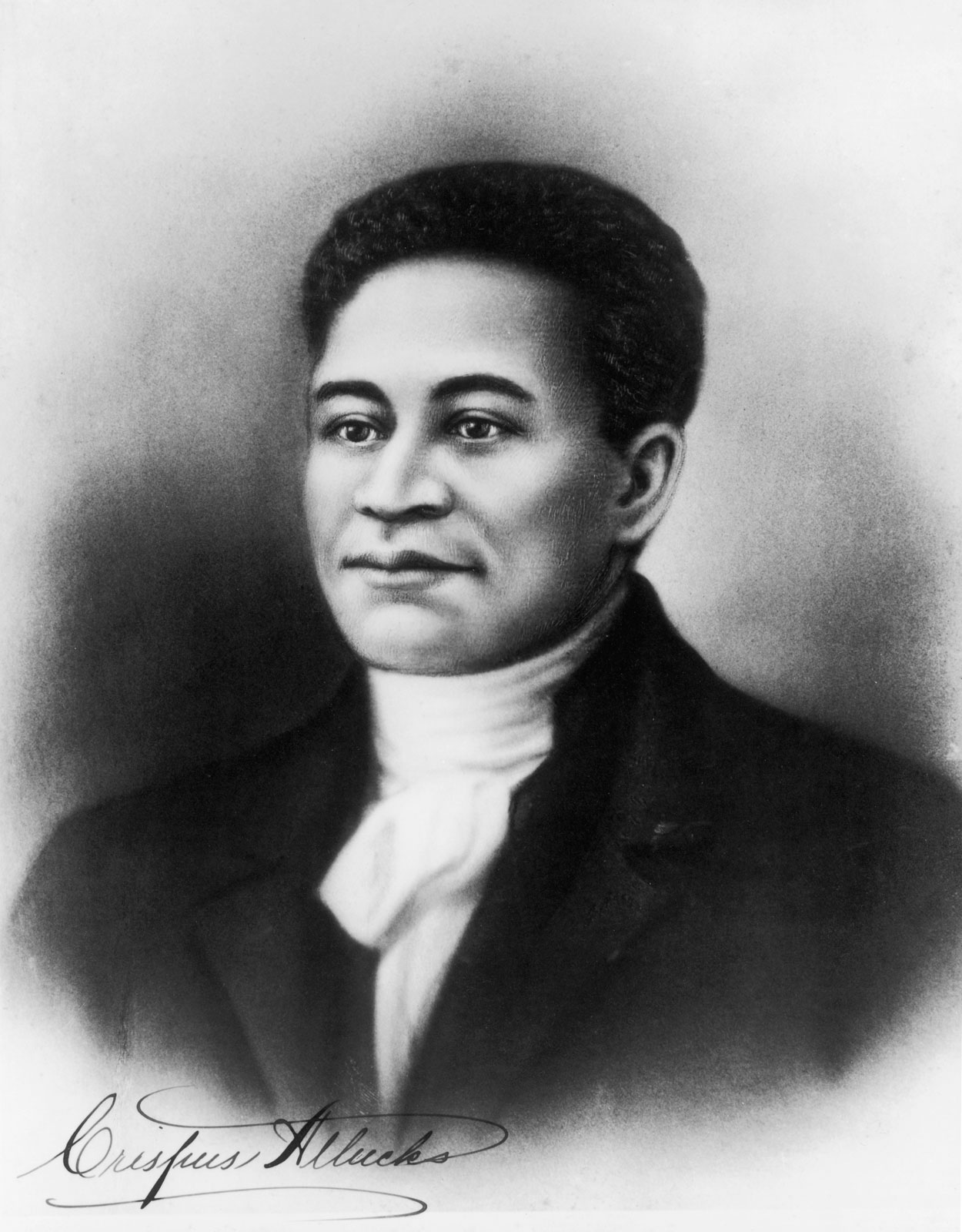
Portrait spéculatif de ce à quoi Crispus Attucks aurait pu ressembler.

L'avers de la pièce, conçu par le graveur de la Monnaie John Mercanti, est caractérisé par un buste de Crispus Attucks, un patriote noir assassiné par les Britanniques lors du massacre de Boston en 1770, l'un des événements qui ont conduit à la Guerre d'Indépendance. Les inscriptions sont LIBERTY, CRISPUS ATTUCKS 1723-1770, IN GOD WE TRUST et la date d'emission de la pièce, 1998,.
La partie centrale du revers, réalisée par Ed Dwight, reproduit le design proposé pour un monument en bronze dédié aux Patriotes Noirs de la Guerre d'Indépendance, qui est prévu d'être érigé sur le National Mall de Washington, le site historique où Martin Luther King a prononcé son célèbre discours I Have a Dream. la face est complétée par les inscriptions légales UNITED STATES OF AMERICA et E PLURIBUS UNUM ainsi que la valeur faciale, ONE DOLLAR,.

## Production et vente
La loi qui autorise la création de la pièce commémorative prévoit une émission maximale de 500 000 exemplaires. Elle est produite à la Monnaie de San Francisco tant en finition brillant universel qu'en version belle épreuve. Elle est disponible à l'achat par la population du 13 février au 31 décembre 1998. Sa production s'élève à 37 210 exemplaires en condition brillant universel et 75 070 avec une finition belle épreuve ; soit un total de 112 280 exemplaires, bien en dessous de l'émission maximale autorisée.
La pièce est commercialisée avec une majoration de 10 % sur son coût, et les bénéfices tirés de sa vente sont destinés à la construction du Monument dédié aux Patriotes Noirs de la Guerre d'Indépendance, sur le National Mall à Washington. Cependant, l'accueil modeste de la part de la population fait que les bénéfices ne sont pas suffisants pour mener à bien le projet, et la faible émission qui en résulte se traduit par une augmentation importante des prix sur le marché secondaire,.